# 広島市立戸山小学校
広島市立戸山小学校（ひろしましりつ とやましょうがっこう）は、広島県広島市安佐南区沼田町阿戸にある公立小学校。

## 概要
広島市西部の山あいを流れる吉山川沿いに広がる集落の中にあり、児童数は96名（2011年）。
広島市立戸山中学校と同じ敷地にあり、以前から運動場や体育館、プールなどを共有して使用していた。そのことから2002年には広島市教育委員会から小・中連携モデル研究推進校、国立教育政策研究所から小中連携教育実践研究指定校の指定を受け、さらに2009年には広島市小中連携教育推進指定校とされており、小中一貫教育による児童生徒の育成を重点目標としている。2010年に校舎新館が完成してからは、コンピュータルームや図書室などを共有のものとしたほか、職員室も小中学校で1つとされ、職員会議も合同で行われている。
校歌の作詞は同校OBの作家若杉慧。

## 沿革
明治初期に設立された積徳舎、成弘舎を前身とする阿戸尋常小学校、吉山尋常小学校と戸山・久地両村学校組合立山地高等小学校の統合によって設立された。
- 1908年（明治41年） - 戸山尋常高等小学校として創立。
- 1934年（昭和9年） - 家事室（現給食室）の増築・完成。
- 1941年（昭和16年） - 戸山国民学校と改称。
- 1947年（昭和22年） - 国民学校廃止に伴い戸山村立戸山小学校と改称。
- 1955年（昭和30年） - 戸山村が町村合併により沼田町へ移行したことから沼田町立戸山小学校と改称。
- 1971年（昭和46年） - 沼田町の広島市への合併により広島市立戸山小学校と改称。
- 2002年（平成14年） - 広島市教育委員会指定の小・中連携モデル研究推進校に指定。国立教育政策研究所の小中連携教育実践研究指定校に指定（平成14・15年度）。
- 2003年（平成15年） - 障害児学級を設置。
- 2009年（平成21年） - 広島市小中連携教育推進指定校（平成21～23年度）。
- 2010年（平成22年） - 新校舎落成。

## 通学区域
広島市安佐南区沼田町阿戸・吉山

## 交通
- バス - フォーブル戸山線「戸山学校」停より徒歩すぐ。

## 周辺
- 広島市立戸山中学校 - 敷地内に隣接しており、当校と共に小中連携教育を積極的に実施している。
- 戸山公民館
- 吉山川

## 備考
- 当校は、安佐南区の小学校の中で最も標高が高い所に位置する。